# 埼玉県道120号上木崎与野停車場線
埼玉県道120号上木崎与野停車場線（さいたまけんどう120ごう かみきざきよのていしゃじょうせん）は、埼玉県さいたま市浦和区上木崎のJR与野駅東口から上木崎4丁目交差点に至る、片側1車線の県道である。

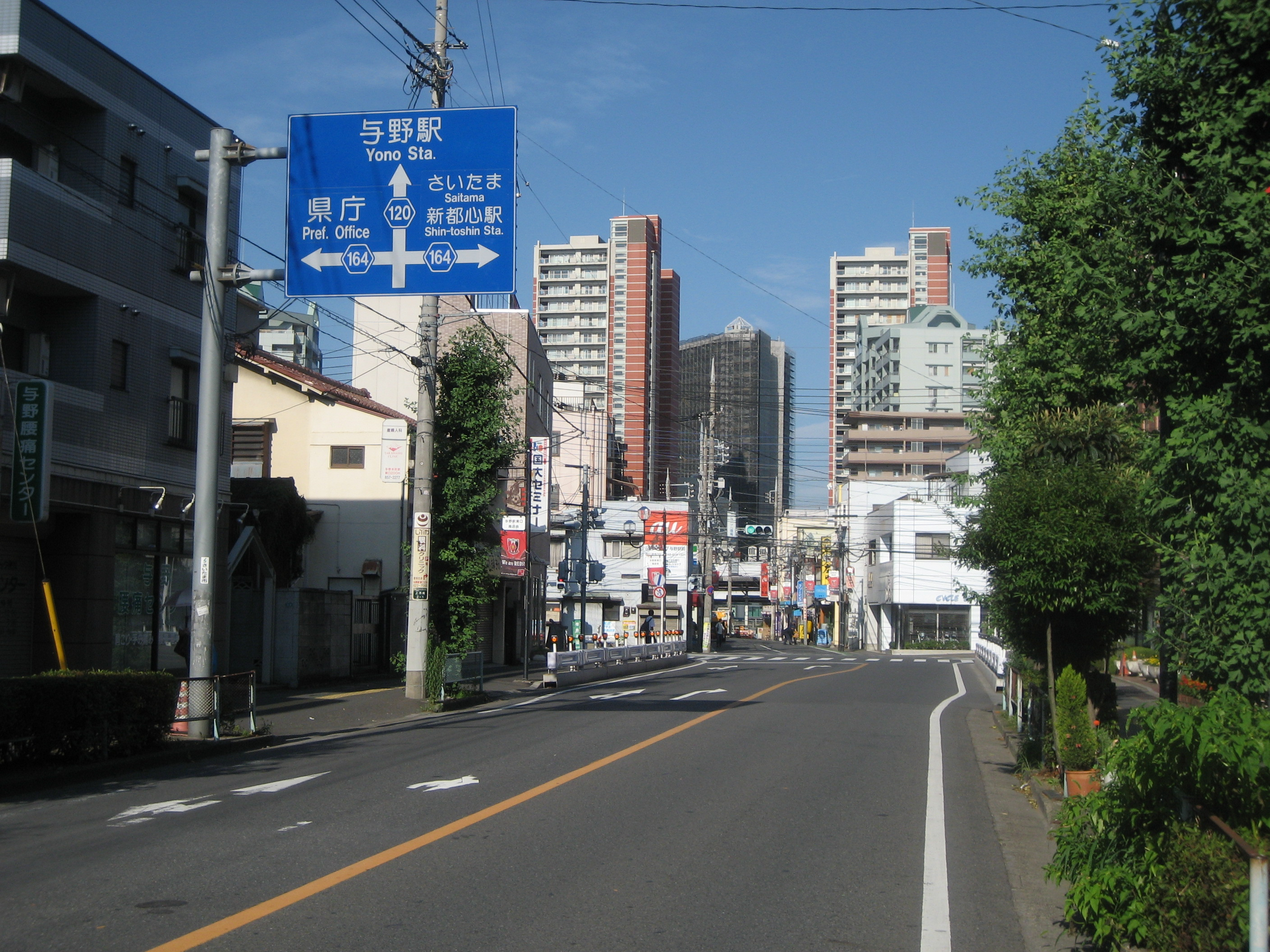
与野駅東口交差点付近

## 概要
上木崎4丁目交差点から先に続く埼玉県道1号さいたま川口線支線の埼玉県立浦和西高等学校付近までを通じて、同校の教職員や生徒だけではなく、西高とは関係がない地域の人たちからも「西高通り」と呼ばれている。県道164号鴻巣桶川さいたま線（旧中山道）と交差する与野駅東口交差点はスクランブル交差点である。

## 地理

### 通過する市町村
- 埼玉県
  - さいたま市（浦和区）

### 交差する主な道路
- 埼玉県道164号鴻巣桶川さいたま線（旧中山道） - 与野駅東口交差点
- 埼玉県道35号川口上尾線（産業道路） - 上木崎4丁目交差点
- 埼玉県道1号さいたま川口線支線 - 上木崎4丁目交差点

### 沿道施設
- さいたま市立上木崎小学校
- さいたま市子ども総合センター（旧さいたま市立大原中学校）
- 上木崎郵便局